# Репище (Фировский район)
Репище — деревня в Фировском районе Тверской области. Входит в состав Великооктябрьского сельского поселения.
Находится в 24 километрах к юго-востоку от районного центра посёлка Фирово.
Населения по переписи 2010 года нет.